# Fiolka Najdenowicz
Fiolka Najdenowicz, all'anagrafe Wioletta Stefania Najdenowicz (in bulgaro Виолета Найденович?, Violeta Najdenovič; Nowa Dęba, 25 dicembre 1963), è una cantante polacca.

## Biografia
Nata nella Polonia sudorientale da madre polacca e da padre bulgaro, Fiolka Najdenowicz ha trascorso i suoi primi undici anni di vita nella madrepatria del padre. Solo dopo il suo ritorno in Polonia nel 1975 ha iniziato a imparare la lingua polacca. Prima di avviare la sua carriera musicale ha condotto il programma radiofonico Zapraszamy do Trójki su Polskie Radio Program III, dove il collega Marek Niedźwiecki ha inventato il soprannome Fiolka, che lei ha adottato come nome d'arte.
Fiolka ha fatto il suo debutto musicale nel 1985 cantando con il gruppo Voo Doo, che ha seguito in tournée. Nel 1988, insieme a Sławomir Starosta, ha fondato la band Balkan Electrique, che fonde la musica pop con elementi della musica folk bulgara. Il suo album di debutto come solista, intitolato Fiolka, è uscito nel 2001 su etichetta discografica Sony Music Entertainment Poland e ha raggiunto la 19ª posizione della classifica polacca.

## Discografia

### Album in studio
- 2001 – Fiolka

### Singoli
- 1999 – Fiolkah
- 2001 – Głośny śmiech
- 2001 – Nie ma nic
- 2001 – Komu ja
- 2001 – Dove vai
- 2002 – Dziewczyna hakera
- 2003 – Proszę kłam
- 2008 – Paparuga (con i Balkanika)